# 萨莎·皮沃瓦罗娃
萨莎·皮沃瓦罗娃（羅馬化：Sasha Pivovarova；1985年1月21日—），又译莎莎·彼伏瓦洛娃，俄羅斯超級名模。她曾是乔治欧·阿玛尼、普拉达、瓏驤的代言人。

## 生平
出道前的萨莎在俄羅斯人文大學（Russian State University for the Humanities）攻讀藝術史，直到2005年，她的好友伊戈爾·維什尼亞科夫（現在的配偶），將她的照片寄給IMG模特兒公司。兩週後，她即在普拉達 2005年秋冬的時裝秀負責開場，之後便一炮而紅。
萨莎常和同期的超級名模吉瑪·沃德被拿來作比較，因為兩人的五官很相似：萨莎的臉型較尖，吉瑪的臉型較圓滑；萨莎的眼神較銳利，吉瑪的眼神較溫柔。目前在Models.com的前五十名女模中，排名第4。